# Фитингоф (станция)
Фитингоф — железнодорожная станция Куйбышевской железной дороги на линии Пенза — Ряжск (линия неэлектрифицирована), расположена в Пичаевском районе Тамбовской области, в 12 км от районного центра Пичаево. Через станцию осуществляются перевозки пассажиров на Москву, Пензу I (без остановки поездов дальнего следования); пригороднее пассажирское движение на Пачелму, Вернадовку, Моршанск.

## История
Открыта как станция Моршанско-Сызранская железной дороги в 1874 году.

## Деятельность
- продажа  билетов  на  все  пассажирские  поезда;
- приём и выдача багажа.[4]